# Yordy Reyna
José Yordy Reyna Serna (Chiclayo, 1993. szeptember 17. –) perui labdarúgó, a Rogyina Moszkva játékosa kölcsönben a Torpedo Moszkva csapatától.

## Statisztika

### Góljai a válogatottban
Minden esetben Perui góljai szerepelnek elől
| #  | Dátum             | Helyszín            | Ellenfél           | Állás | Eredmény | Kiírás              |
| -- | ----------------- | ------------------- | ------------------ | ----- | -------- | ------------------- |
| 1. | 2013. március 23. | Lima, Peru          | Trinidad és Tobago | 1–0   | 3–0      | Barátságos mérkőzés |
| 2. | 2013. június 1.   | Panamaváros, Panama | Panama             | 1–0   | 1–0      | Barátságos mérkőzés |

## Sikerei, díjai

### Klub
- Red Bull Salzburg:
  - Osztrák Bundesliga: 2013–14, 2015–16, 2016–17
  - Osztrák kupa: 2014, 2016, 2017